# Mélanie René
Mélanie René, seit 2018 unter dem Künstlernamen Melyz auftretend (* 1. September 1990 in Genf), ist eine Schweizer Sängerin. Sie vertrat ihr Land beim Eurovision Song Contest 2015.

## Leben
Mélanie René wurde in Genf als Tochter mauritischer Eltern geboren. Mit sieben Jahren trat sie erstmals auf Familienfeiern und Festivitäten auf. 1995 zog die Familie in das französische Département Haute-Savoie. 2009 vertrat sie die Schweiz beim Gregoriu International Festival in der rumänischen Stadt Brăila mit dem selbstkomponierten Titel Il chante avec les anges (dts. „Er singt mit den Engeln“), ein Tribut an ihren Großvater, und gewann den Wettbewerb. 2010 besuchte sie im englischen Guildford die Academy of Contemporary Music sowie das Institute of Modern Music in Brighton, was sie mit einem Bachelor in Musikperformance abschloss.
Am 31. Januar 2015 gewann sie gegen fünf Konkurrenten den Schweizer Vorentscheid Die grosse Entscheidungsshow zum Eurovision Song Contest 2015 in Wien mit dem selbst geschriebenen Song Time to shine (dts. „Zeit, zu scheinen“). Sie war die erste Vertreterin des französischsprachigen Senders RTS beim Wettbewerb seit 1996 sowie die erste Genferin beim Song Contest seit 1992.
Nach ihrem Auftritt im zweiten Halbfinale des ESC wurde Mélanie René Letzte, kam somit nicht unter die ersten zehn Platzierungen und qualifizierte sich deshalb nicht für das Finale.
Am 25. Januar 2018 kündigte Mélanie René auf ihrer Facebook-Präsenz an, nach einem Jahr des Experimentierens mit einem neuen Projekt beginnen zu wollen – verbunden mit einem neuen Musikstil, den sie selber als „Elektro-Pop mit einer kleinen alternativen Seite“ bezeichnete. Damit verband sie zugleich einen Abschied von ihrem bürgerlichen Namen hin zu dem neuen Künstlernamen Melyz. Ihren gleichnamigen neuen YouTube-Kanal hatte sie bereits am 22. August 2017 angelegt, das erste Musikvideo in dem neuen Stil erschien dort am 13. April 2018 mit Dancefloor.

## Diskografie
Singles
- 2015: Time to shine
- 2015: On avait rêvé
- 2018: Dancefloor
- 2019: Don’t tell on us
- 2020: Bad together